# 河合義隆
河合 義隆（かわい よしたか、1947年1月18日 - 1990年4月30日）は、日本の映画監督、演出家。映画『幕末青春グラフィティ Ronin 坂本竜馬』の監督。

## 経歴
1947年（昭和22年）生まれ。現在の新潟県上越市出身。
1965年（昭和40年）、錦城高等学校卒業。同年フジテレビに入社 。映画部、演出部を経てドラマ制作に携わる。その後、朝の子供番組「ママとあそぼう!ピンポンパン」を担当、1971年（昭和46年）にギャラクシー大賞を受賞する。若くしてディレクターに抜擢後はドラマ制作で活躍。その後、1981年（昭和56年）にフジテレビを退社してフリーランスとなり 、制作会社「ティンダー・ボックス」を設立。
1985年（昭和60年）にはTBSテレビドラマ 『幕末青春グラフィティ 福沢諭吉』の演出に携わった。このドラマには荻野目慶子が出演しており、河合はこの時、荻野目と出会った。翌年、武田鉄矢主演の映画『幕末青春グラフィティ Ronin 坂本竜馬』で映画監督デビュー。
『幕末太陽伝』ののちに川島雄三が企画していた浮世絵師写楽を主人公とする『寛政太陽伝』が川島の死で頓挫していたが、河合はその実現化に尽力する中で、銀座セゾン劇場の舞台『きらら浮世伝』（1987年、脚本・横内謙介）の演出を担当する。
映画『もうひとつの原宿物語』の台本執筆中の1990年（平成2年）4月、半同棲状態だった荻野目の自宅マンションにおいて、首吊り自殺。当時、河合には妻子があった。映画台本は別の人物に引き継がれた。

## 監督・演出作品

### 映画
- 幕末青春グラフィティ Ronin 坂本竜馬（1986年、東宝）

### テレビドラマ
- お嫁さん（1974年、フジテレビ）
- 娘たちの四季 愛は素直に（1975年-1976年、フジテレビ）[3]
- 女の旅（1976年-1977年、フジテレビ）
- 霧氷（1977年、フジテレビ）
- 下町のおんな・風子（1978年-1979年、フジテレビ）
- 下町の女 めぐる月日（1979年、フジテレビ）
- 愛ってなんですか 第8回「勇気があれば」（1979年、フジテレビ）
- シラケ帝国応答アリ…（1980年、フジテレビ）
- カムバック・ガール（1982年、TBS）
- 幕末青春グラフィティ 坂本竜馬（1982年、日本テレビ）
- 武田鉄矢のせんせいけらいになれ!（1984年、フジテレビ）
- 幕末青春グラフィティ 福沢諭吉（1985年、TBS）

### テレビ番組
- 真理ちゃんとデイト
- ママとあそぼう!ピンポンパン - ギャラクシー大賞を受賞[3]。

### 新聞・雑誌
- 「荻野目慶子さんの留守宅マンションで４３歳映画監督が自殺」『朝日新聞』朝刊、31頁、1990年5月1日。
- 「河合義隆さん　縁者が惜しむ自殺監督の才能（リポート・芸能界）」『アエラ』、18頁1990年5月15日。